# Oldenburgische T 5.1
Die Dampflokomotiven der Gattung T 5.1 der Oldenburgischen Staatseisenbahn waren Tenderlokomotiven für den Einsatz im Personenzugdienst. Sie wurden nach dem Vorbild der Preußischen T 5.1 konstruiert. Wie ihre preußischen Schwestern hatten sie einen unruhigen Lauf bei höheren Geschwindigkeiten. Daher wurden im Laufe der Auslieferung noch konstruktive Änderungen am Laufwerk vorgenommen, wie zum Beispiel die Verlängerung des Gesamtachsstandes. Aber auch diese Maßnahmen hatten keinen Erfolg.
Die Firma Hanomag hat von der oldenburgischen T 5.1 in den Jahren 1907–1921 insgesamt 20 Exemplare hergestellt.
Die Deutsche Reichsbahn übernahm 1925 alle 20 Lokomotiven als Baureihe 71.4 und gab ihnen die Nummern 71 401 bis 71 420. Sie wurden bis 1930 ausgemustert.